# Ы
Ы, ы é uma letra do alfabeto cirílico. É a 29ª letra do alfabeto russo e a 28ª do alfabeto bielorrusso. Sua pronúncia, em russo, sem equivalente no português, se assemelha ao i de "tia", no português de Portugal. Esse fonema também existiu no tupi antigo, idioma falado pelos indígenas onde hoje é o Brasil. Por exemplo, na palavra 'ypiranga ('Y = rio, pirang = vermelho, a = sufixo), a letra y tem o mesmo som do ы russo.